# Gare de La Crau
Gare de La Crau vasútállomás Franciaországban, La Crau településen.

## Vasútvonalak
Az állomást az alábbi vasútvonalak érintik:
- La Pauline-Hyères aux Salins-d’Hyères-vasútvonal

## Kapcsolódó állomások
A vasútállomáshoz az alábbi állomások vannak a legközelebb:
- Gare de La Pauline-Hyères
- Gare d’Hyères